# Дисперсионен анализ
Дисперсионният анализ (или ANOVA от англ. ANalysis Of VAriance) е метод използван в статистиката за проверка на хипотези за равенство между повече от две средни. Чрез тази проверка на хипотези може да се прецени доколко влиянието на даден фактор-причина или на група фактори-причини е статистически значимо или не. По този начин дисперсионният анализ се отнася към методите за изследване на връзки и зависимости. Този метод е най-подходящ за използване, когато значенията на признака-фактор са представени на слабата скала (обикновено номиналната), а значенията на резултативния признак – са на силната скала, т.е. имат числов израз.
Чрез дисперсионния анализ може само да се установи дали между изследваните явления (признаци) съществува зависимост, но не може да се измери теснотата или силата на зависимостта, както и нейната посока.
Приложение: За да се приложи дисперсионният анализ, е необходимо да бъдат изпълнени следните условия:
1. необходимо е да се направи анализ с цел да се установи кои признаци са взаимно свързани, кои са фактори и кои са резултати,
2. разпределението на единиците в генералната съвкупност по резултативния признак, от който са излъчени извадките, трябва да е нормално или близко до нормалното,
3. извадките, излъчени от генералната съвкупност трябва да имат равни (еднакви) дисперсии,
4. данните, които се използват при дисперсионния анализ, са излъчени от независими случайни извадки,
5. при изследване на влиянието на даден фактор има възможност да се контролират странични за изследваната връзка фактори.